# Bossus-lès-Rumigny
Bossus-lès-Rumigny är en kommun i departementet Ardennes i regionen Grand Est (tidigare regionen Champagne-Ardenne) i nordöstra Frankrike. Kommunen ligger  i kantonen Rumigny som ligger i arrondissementet Charleville-Mézières. År 2022 hade Bossus-lès-Rumigny 95 invånare.

## Befolkningsutveckling
Antalet invånare i kommunen Bossus-lès-Rumigny
Referens: INSEE